# 職業訓練指導員 (金属表面処理科)
職業訓練指導員 (金属表面処理科)（しょくぎょうくんれんしどういん きんぞくひょうめんしょりか）は、職業訓練指導員免許のうちの1つ。厚生労働省管轄。

## 受験資格
職業訓練指導員免許の受験資格と試験免除を参照。めっき技能士、アルミニウム陽極酸化処理技能士の保有者など。

## 試験科目

### 学科試験
1. 指導方法（職業訓練原理、教科指導法、訓練生の心理、生活指導及び職業訓練関係法規）
2. 関連学科
  1. 系基礎学科
    1. 電気化学（電気化学、腐食、防食）
    2. 金属加工法（表面加工、金属加工）
    3. 金属表面処理（表面処理の種類、特徴及び用途）
    4. 安全衛生（安全管理、衛生管理）

  2. 専攻学科
    1. 材料（金属材料、非金属材料、表面処理用材料）
    2. 金属表面処理法（めつき法、陽極酸化処理法）
    3. 試験検査法（分析化学、皮膜試験）
    4. 廃水処理（廃水処理、作業環境）

### 実技試験
1. めつき
2. 陽極酸化処理